# Fernande Barrey
Fernande Barrey, née le 9 janvier 1893 à Paris et morte à Créteil le 30 juillet 1974, est une modèle et peintre française.

## Biographie
Fernande Barrey quitta vers 1908 sa Picardie natale pour Paris, où elle commença à gagner sa vie comme prostituée. Elle servit de modèle à plusieurs peintres, dont Modigliani et Soutine, qui la persuadèrent d’étudier la peinture et l’histoire de l'art à l’école des Beaux-Arts.
En mars 1917, elle rencontra au café La Rotonde du Montparnasse l’artiste japonais Tsugouharu Foujita, qui tomba éperdument amoureux d’elle et l’épousa treize jours plus tard. En 1918, le couple s’installa, pour échapper aux bombes allemandes, à Cagnes-sur-Mer où elle passa un an à peindre, rencontrant de nombreux amis. Au cours de cette période, elle se lia d’amitié avec Jeanne Hébuterne, la compagne de Modigliani.
Durant l’année 1925, le couple mena une relation très ouverte, tous deux ayant des relations avec des personnes des deux sexes. Le peintre ne pardonna cependant pas à Fernande une histoire d’amour avec son cousin, le peintre Koyanagi. Il s’enferma alors avec l’artiste belge Lucie Badoud (dite Youki) pendant trois jours durant lesquels Fernande rechercha désespérément son mari jusque dans les morgues parisiennes. En 1928, le couple divorça et elle vécut avec Koyanagi à Montmartre. Lorsqu’elle s’en sépara en 1935, sa relation avec Tsugouharu Foujita s’améliora ; il l’aida financièrement jusqu’à sa mort.
Un lien a été fait entre Fernande Barrey et la fameuse Miss Fernande, modèle favori du photographe de nus féminins Jean Agélou. Nous connaissons le prénom du modèle de Jean Agélou grâce à une carte-photo de la belle au dos de laquelle on trouve la mention manuscrite suivante : « Ma photo en 1912 », signée Fernande, suivie d'un tampon indiquant « Miss FERNANDE 7, passage de Flandre, PARIS ».
Comme peintre, elle expose au Salon d'automne de 1929 les toiles Josiane et Les Pêches.

## Source
- (de) Cet article est partiellement ou en totalité issu de l’article de Wikipédia en allemand intitulé « Fernande Barrey » (voir la liste des auteurs).